# 冉季载
冉季载（？—？），即聃季载，為中國周朝諸侯國聃國開國君主，為周文王的第十子，周武王的幼弟。同母兄弟十人：伯邑考、武王发、管叔鲜、周公旦、蔡叔度、郕叔武、霍叔处、卫康叔、毛叔鄭、曹叔振铎。
因他年幼，武王分封时，没有封他。周成王时代的三监之乱後，周公旦将康叔封在卫国，季载封在聃國，在今安徽省阜阳市西。并且以康叔为周司寇，冉季为周司空，辅佐成王。